# فيراري 125 إس
فيراري 125 إس (بالإيطالية: Ferrari 125 S)‏ ، هي سيارة رياضية أنتجت عام 1947م، وهي أول سيارة رياضية أنتجها شركة فيراري الإيطالية، وصنعت سيارتان فقط.<ref name="RnT1stWinner">Lamm، John (أبريل 1988). Dinkel، John (المحرر). "The First Winner - Cortese's 1947 125 Spyder". Road & Track. Newport Beach, CA US: Diamandis Communications. ج. 39 ع. 8: 165. ISSN:0035-7189.